# نايت هينيسي سكولارز
نايت هينيسي سكولارز (بالإنجليزية: Knight-Hennessy Scholars program) هو برنامج دولي للدراسات العليا يقدم منحة للطلاب المؤهلين للدراسة في جامعة ستانفورد. يهيئ البرنامج طلابه للأدوار القيادية وإيجاد حلول جديدة للمشاكل المعقدة التي تواجه عالمنا. تم بدأ البرنامج في عام 2016م حيث يقدم لطلابه تمويل كامل للحصول علي درجة من اختيارهم من أحد أقسام جامعة ستانفورد.

## لمحة
تم إنشاء البرنامج في 22 فبراير عام 2016 بواسطة فيل نايت الشريك المؤسس لشركة نايكي بعدما تعهد بمبلغ قيمته 400 مليون دولار لصالح ستانفورد  لإنشاء برنامج نايت هينيسي سكولارز ويعد بذلك أكبر تبرع على دفعة واحدة تم التعهد به لصالح جامعة ستانفورد. حصل البرنامج ككل علي مبلغ وقيمته 750 مليون دولار مما يجعل البرنامج أكبر منحة ممولة. تم تسمية البرنامج علي اسم فيل نايت وجون هينيسي الرئيس العاشر لجامعة ستانفورد والذي تنازل عن منصبه بعد 16 عامًا. تعود فكرة البرنامج لجون هينيسي الذي كان يريد إنشاء برنامج يجمع طاقات وخبرات الطلاب في مختلف المجالات ويحثها علي التعاون. يعمل جون هينيسي حاليًا كرئيس للبرنامج.